# Academia real de Danza
La Academia real de Danza es una institución creada por iniciativa de Luis XIV y registrada en 1661. Predecesora de la Academia real de Música (fundada en 1669) no se fusionó nunca con la misma, desapareciendo a principios de los años 1780.
Era una asociación de trece expertos de baile cuya finalidad, según el preámbulo de las cartas del rey era "restaurar el arte de la danza a su perfección original y mejorarlo tanto como sea posible". El grupo tenía la intención de codificar las danza de corte y de carácter y de certificar maestros de danza por examen, pero como no se han encontrado archivos de la organización, no ha sido posible evaluar con detalle sus actividades y logros. La Academia Real de Música, fundada originalmente en 1669 como la Académie d'Opéra, fue una compañía que estuvo estrechamente relacionada con la de ópera y ballet y, aunque las dos instituciones nunca se fusionaron, miembros de la academia de baile también se asociaron con la ópera.
Junto con muchas otras instituciones reales, la academia de baile dejó de existir en el momento de la caída de la monarquía en 1789, pero la compañía de ópera y ballet sobrevivió y hoy es conocida como la Ópera Nacional de París.

## Miembros de la Academia real de Danza
| - 1662 (comienzo de su actividad) - François Galant du Désert - Florent Galant du Désert - Jean Renauld - Guillaume Renauld - Guillaume Raynal - Jean Raynal - Guillaume Quéru - Hilaire d'Olivet - Thomas Le Vacher - Nicolas de Lorges - Jean Piquet - François Piquet - Jean Grigny - 1753 (después de Les Spectacles de Paris) - Antoine Bandieri de Laval - François Marcel - René Malter - François-Antoine Malter - François-Louis Malter - Antoine Dangeville - David Dumoulin - Louis Dupré - Jean-Baptiste Javillier - Antoine Matignon - Denis Dupré - Jean-Barthélemy Lany - Gaetano Vestris | - 1680 (después del Mercure Galant) - Pierre Beauchamp - Jean ou Guillaume Renauld - Florent Galant du Désert - Guillaume Quéru - Bernard de Manthe - Guillaume Raynal - Jean Raynal - Nicolas de Lorges - Jean ó François Piquet - Michel Blondy - Romain Dumirail - Joseph Ferrand - François Marcel - 1778 (última mención conocida) - Malter - Michel Laval - Jean-Baptiste Javillier - Jean-Denis Dupré - Jean-Barthélemy Lany - Gaetano Vestris - Lyonnois - Maximilien Gardel - Jean Dauberval - François Duval dit Malter - Jean-Georges Noverre |